# Chusquea lehmannii
Chusquea lehmannii är en gräsart som beskrevs av Pilg.. Chusquea lehmannii ingår i släktet Chusquea och familjen gräs. Inga underarter finns listade i Catalogue of Life.